# نهر أبو الحكم
أبو الحكم هو نهر في وسط إسبانيا وهو رافد لنهر يانة من ضفته اليمنى الذي يمر في شمال غربي مقاطعة ثيوداد ريال.